# Aporum concavum
Aporum concavum é uma espécie de orquídea epífita de hábito pendente e flores pequenas, que habita as Ilhas Molucas e Sulawesi.